# المرتزقة 2: العالم في اللهب
المرتزقة 2 : العالم في اللهب هي لعبة فيديو أكشن ومغامرة تم تطويرها بواسطة بانديميك ستوديو ونشرتها إلكترونيك آرتس لأجهزة PlayStation 2 , PlayStation 3 , إكس بوكس 360 ومايكروسوفت ويندوز تكملة للمرتزقة : ملعب الدمار التي صدرت عام 2005. اللعبة عبارة عن لعبة إطلاق نار من منظور شخص ثالث مع عالم مفتوح، تدور أحداثها في فنزويلا التي مزقتها الحرب.الهدف الأساسي للعبة هو قتل رئيس فنزويلا الذي كانت خيانته للمرتزقة بمثابة نقطة انطلاق للبطل إلى موقعه الحالي.

## معلومات عن اللعبة
استعدادًا لإصدار المرتزقة 2: العالم في اللهب، افتتحت Electronic Arts حملة تجارية في أغسطس 2008، مع مشاهد من حبكة اللعبة في عالم منمق، تعرض موسيقى خلفية تذكرنا بغناء «الهيب هوب الموسيقي» حول كيف يكون أبطال اللعبة. تم كتابة الأغنية وأداؤها من قبل Wojahn Brothers وتم إصدارها كأغنية واحدة في 23 سبتمبر 2008. أصبح العرض التوضيحي للعبة متاحًا بعد الإصدار في 18 سبتمبر على شبكة PlayStation Network وXbox live.
في 30 سبتمبر 2008، أعلنت Pandemic Studios أنها كانت تعمل على رقعة مجانية تسمى "Total Payback"، والتي من شأنها أن تضيف ست شخصيات جديدة قابلة للعب، وتعاونية عبر المنطقة، وغش.كان من المقرر إطلاقه في 13 أكتوبر على Xbox Live ، ولكن تم تأجيله حتى 23 أكتوبر ومرة أخرى حتى «أوائل نوفمبر». تم إصدار التصحيح في 23 أكتوبر لـ PS3 و 31 أكتوبر لـ 360 مستخدمًا.
في 12 ديسمبر، تم إصدار حزمة محتوى Mercenaries 2 DLC "Blow It Up Again" للتنزيل على متجر PlayStation.صرح Pandemic لاحقًا أنهم «يعملون مع Microsoft» لضمان إصدار حزمة محتوى Xbox 360 على الفور، لمتابعة الإصدار المفاجئ من Sony. كان محتوى DLC قليلًا نسبيًا من الإعلانات وفشل حتى في الحصول على إعلان رسمي من Pandemic جانبًا من مقطع دعائي بسيط متاح للتنزيل على موقع تسوق Xbox
Live Marketplace. كما تم رفعه من السعر المجاني إلى 1.99 دولار.تلقت اللعبة تقييمات «متوسطة» على جميع المنصات باستثناء إصدار PlayStation 2 ، الذي تلقى «تقييمات غير مواتية بشكل عام»، وفقًا لموقع تجميع المراجعة Metacritic .
على الرغم من الإشادة ببيئاتها الملونة والمدمرة، فقد اشتكى العديد من المراجعات من «مضايقات مزعجة» طوال اللعبة والتي تشعر أحيانًا بالاندفاع وعدم الانتهاء. كانت إحدى المشكلات الرئيسية هي الذكاء الاصطناعي غير الذكي لكل من الشخصيات غير القابلة للعب الصديقة والأعداء، وتفاقمت المشكلة بسبب التمثيل الصوتي والخطوط المتكررة. وجد بعض المراجعين أن العديد من آليات اللعب مشكوك فيها، مثل الدعامات الجوية والضربات الجوية ذات القيمة المحدودة، والهجمات المشاجرة القوية الزائدة، وديناميكيات الفصائل المبسطة. أعطى إيدج إصدار PlayStation 3 درجة ستة من أصل عشرة وقال إنه «لا يزال انفجارًا مطلقًا». في اليابان، حيث تم إصدار اللعبة للإصدار في 20 نوفمبر 2008، أعطتها Famitsu درجة واحدة وثمانية وتسعة وسبعين لإصدارات PlayStation 3 وXbox 360 ؛ وستة، وسبعة، وخمسين لإصدار.

## روابط خارجية
- المرتزقة 2: العالم في اللهب على موقع IMDb (الإنجليزية)